# Вилохвост буковый
Вилохвост буковый (лат. Stauropus fagi)  — ночная бабочка из семейства хохлатки. Русское название виду дано за «вилку», образованную двумя выростами, на заднем конце тела гусеницы. 

## Описание
Длина переднего крыла бабочки — 25-35 мм. Размах крыльев — 45-70 мм. Передние крылья буровато-серой окраски, перед их внешнем краем располагается ряд тёмных пятен. В срединной части крыла проходит беловатая зигзагообразная полоса. Задние крылья серо-бурой окраски. На задних крыльях имеется крупное четырёхугольное пятно. У сидящей в покое бабочки задние крылья видны из-за передних краев передних. Усики самцов гребенчатые, с нитевидными вершинами.

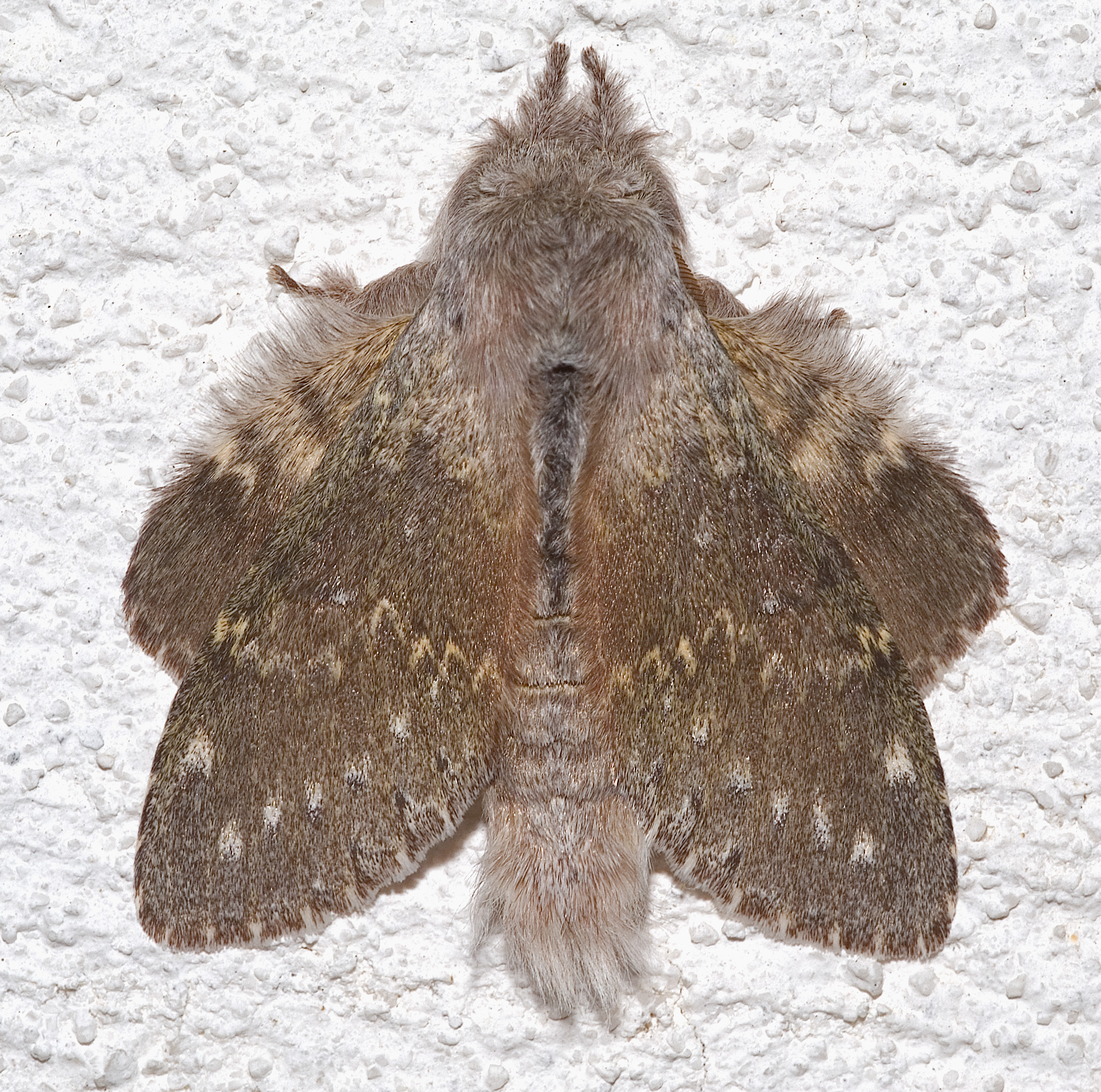
Бабочка в позе покоя

## Ареал и местообитание
Евразийский лесной вид, населяющий зона лиственных лесов Европы и Азии. В горах вид поднимается на высоты до 1500 м. Предпочитает тёплые участки, летает в буковых лесах, на просеках и опушках лиственных и смешанных лесов. Развивается в одном, изредка в двух поколениях. Бабочки летают с конца апреля, мая до начала июля. Второе поколение может отмечаться в августе.
Ареал вида охватывает Среднюю и Южную Европу, юг и среднюю полосу России, Приамурье, Приморье, Сахалин, Южные Курильские острова, Японию. Страны и регионы, в которых вид присутствует: Австрия, Андорра, Белоруссия, Бельгия, Болгария, Босния и Герцеговина, Британские и Нормандские острова, Венгрия, Германия, Греция (материковая часть), Дания (материковая часть), Ирландия,  Испания (материковая часть), Италия (материковая часть, Сардиния, Сицилия), Латвия, Лихтенштейн, Литва, Люксембург, Македония, Молдавия, Нидерланды, Норвегия (материковая часть), Польша, Португалия (материковая часть), Румыния, Россия (центральная, восточная, северо-западная, южная), Словакия, Словения, Турция (европейская часть), Украина, Финляндия, Франция (материковая часть и Корсика), Хорватия, Чехия, Швеция, Швейцария, Эстония.

## Размножение

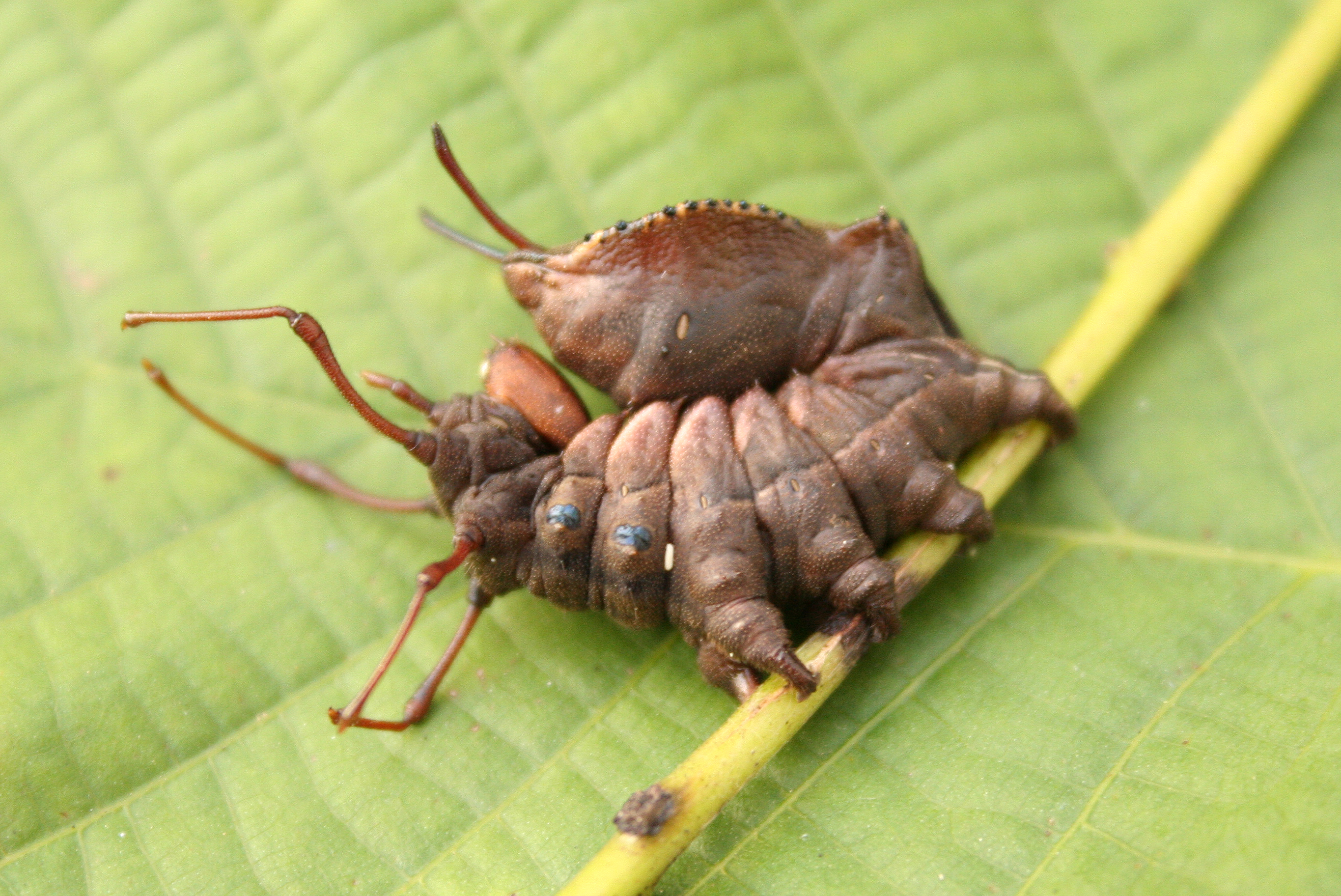
Гусеница в оборонительной позе

### Гусеница
Взрослая гусеница длиной 65-70 мм. Гусеница букового вилохвоста голая. Её окраска каштаново-бурая, окраска головы бурая с более светлой каймой.
Гусеница обладает весьма причудливым видом: лапки второй и третьей пар ног очень длинные, средние членики спины несут конические бугорки, два коротких острия («вилка») на заднем конце тела. В позе угрозы гусеница поднимает голову и задний конец тела вертикально вверх.
Кормовые растения гусениц — бук, дуб, берёза, тополь, ива, вяз и некоторые другие древесные и кустарниковые лиственные породы. Вблизи платформы Туголесье в Московской области гусеницы данного вида были найдены также на голубике. Гусеницы развиваются с мая до сентября.

### Куколка
Куколка чёрного цвета, блестящая. Окукливается гусеница между листьями в неплотном коконе. Зимует на стадии куколки.

## Численность и охрана
Численность вида находится на постоянно низком уровне. Встречается нечасто. Вилохвост буковый занесён в Красные книги Московской, Владимирской, Рязанской и Тверской областей.